# Guntia chorogica
Guntia chorogica là một loài bướm đêm trong họ Noctuidae.